# 増田秀吉

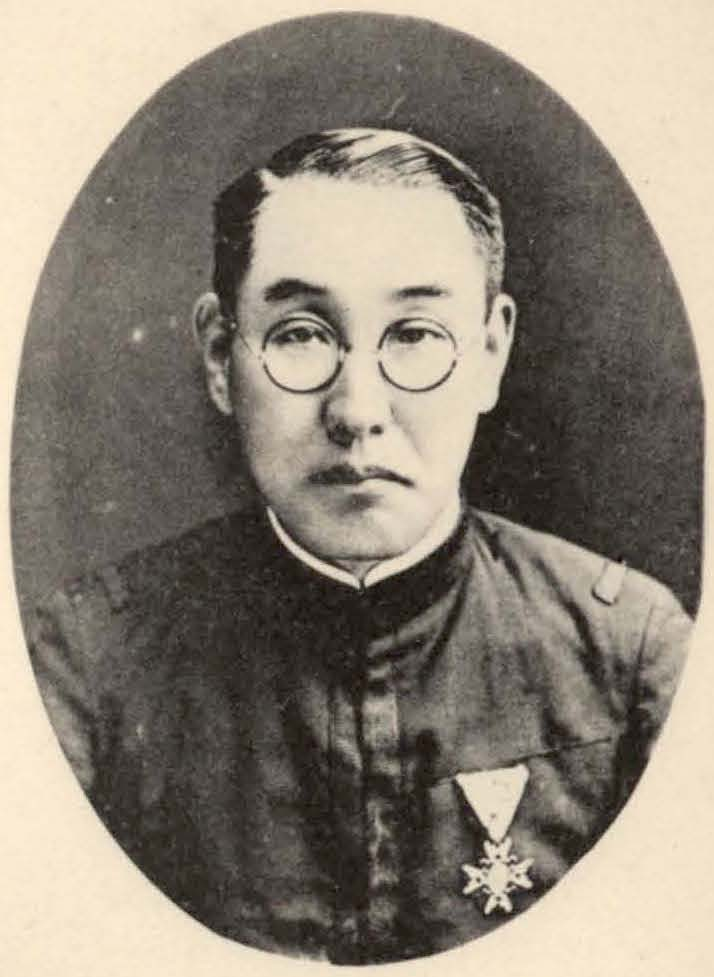
増田秀吉

増田 秀吉（ますだ ひできち、1887年（明治20年）6月4日 - 没年不詳）は、日本の内務官僚。台湾総督府官僚。台北市尹、新竹州知事。埼玉県北足立郡桶川町長。

## 経歴
埼玉県出身。1913年（大正2年）、東京帝国大学法学部独法科を卒業し、高等文官試験に合格した。秋田県属、同警部・理事官、同警視、同雄勝郡長、台湾総督府警視、同事務官、台南州警務部長、台北州警務部長、内務局土木課勤務、警務局警務課勤務、台北市尹、殖産局農務課長、台湾総督府税関長、基隆税関長、新竹州知事を歴任した。
戦後は桶川町（現在の桶川市）の町長を務めた。